# 그레퓔 부인
그레퓔 백작부인·카라망시메 여백작 마리 조제핀 아나톨 루이즈 엘리자베트 드 리케(Marie-Joséphine-Anatole-Louise-Élisabeth de Riquet, comtesse de Caraman-Chimay, comtesse Greffulhe)는 프랑스의 귀족 부인으로 1860년 7월 11일 파리 7구에서 태어나 1952년 8월 21일 스위스 제네바에서 사망하였다.
학문과 예술을 후원하던 그레퓔 백작부인은 마르셀 프루스트의 소설 <잃어버린 시간을 찾아서>의 등장 인물, 게르망트 공작부인의 모델이었다.

## 생애
엘리자베트는 제 18대 시메 공(公, prince) 조제프 드 리케 드 카라망(Joseph de Riquet de Caraman, 1836-1892)과 마리 드 몽테스키우페장삭(Marie de Montesquiou-Fezensac, 1834-1884)의 딸로, 벨기에와 프랑스의 귀족 가문에서 태어났다.
카라망-시메(Caraman-Chimay) 가문은 음악을 애호하던 가문이었는데, 엘리자베트의 어머니 마리는 피아노를 쳤다. 엘리자베트는 프란츠 리스트의 제자였다. 리스트는 이전에 마리가 피아노를 치고 조제프가 바이올린을 키던 부부네 저택에서 펼친 연주회를 떠올리며 이들 부부에게 미사곡을 헌정하기도 했었다.
조제프와 마리의 자녀들은 모두 악기를 하나씩 연주했고, 그 중 엘리자베트는 피아노 연주에 통달했다. 엘리자베트는 18세의 나이로 1878년 9월 24일 파리 6구에서 백작 앙리 그레퓔와 결혼했다. 남편 앙리 그레퓔은 금융과 부동산을 쥐고 있던 재벌가의 유일한 상속자였다. 다음 날 두 부부는 말라케 강변(Quai Malaquais) 17번가의 저택을 소유한 카라망-시메 가문이 속한 교회 본당의 생제르맹데프레 교회에서 결혼식을 올렸다.
두 부부는 딸 한 명만을 가졌는데, 바로 1882년 3월 19일 파리 8구에서 태어난 엘렌 조제프 마리 샤를로트(Hélène-Josèphe-Marie-Charlotte, 별칭 엘렌Élaine)로, 그녀는 1904년 11월 12일 파리에서 프루스트의 친구이자 훗날의 기슈(Guiche) 공작, 아르망 드 그라몽(Armand de Gramont)과 결혼하였다.
남편이던 그레퓔 백작은 난폭하고 화를 잘 내던 사람으로, 결혼 전부터 바람을 폈다. 엘리자베트는 친구이던 뮈니에 신부에게 "가끔씩 보던 몇몇 친구들이 [...] 그이 옆에서 코를 골고 자는 사람보다 더 많은 공간을 차지하고 있다"며 이를 털어놓았다.
그레퓔 부인은 저택에 "서클 회원들(cercleux)"을 정기적으로 초대하곤 했는데, 그들은 바로 셰비녜 백작부인(게르망트 공작부인의 다른 모델)의 저택과 스탕디슈 양의 저택에도 드나들던 이들로, 코스타 드 보르가르 백작, 로 후작, 루이 드 튀렌 백작, 루이 드 브르퇴유 백작 (마지막 두 명은 프루스트의 소설에서 바발 드 브레오테의 모델이 되었다)등이 있었다. 그녀는 또한 샤를 스완의 모델인 샤를 아스를 초대하기도 했는데 당시 프루스트가 그를 만났을 때 그는 이미 노인이 다 되어있었다. 자만심이 강한 프로베르빌 장군의 모델이 된 갈리페 장군 역시 초대받곤 했다.
그녀는 매년 디에프에 있는 자신의 저택 라 카스를 여름에는 가족에게, 또 9월에는 사촌 로베르 드 몽테스키우와 그의 친구들에게 개방했다. 그 무렵 부아부드랑(Bois-Boudran)에서 사냥을 하던 남편 그레퓔 백작은 아내의 저택에 드나들던 이들을 별로 좋아하지 않았는데, 그들을 두고 경멸조로 "일본인들", 즉 탐미주의자들이라고 불렀다. 그레퓔 부인은 사촌 로베르 드 몽테스키우에게 심적으로 기대며, "저는 당신과 태양에게만 이해받을 수 있을 것"이라며 그에게 말했다. 몽테스키우는 "당신이 저를 첫번째로 놓아줘서 기쁘다오"라며 답했다.
그녀는 정치적으로 왕당파였고, 남편이 "제3공화정에 동조했다며(rallié)" 비난했으나 공화파 인물들과 친하게 지내며 특히 테오필 델카세, 피에르 발데크루소, 갈리페 장군(1899년에 전쟁성 장관이 된 인물로 옛 외제니 황후의 총아)과 친분을 쌓았다. 마지막 두 명의 영향으로인지 그녀는 드레퓌스 사건에서 드레퓌스 대위의 편을 들었는데, 1899년에는 빌헬름 2세와 함께 드레퓌스 사건에 개입했다며 우익 언론에 의하여 고소당하기도 했다.
그녀는 쥘 로슈나 다른 정치가들을 초대하기도 했는데, 이들은 아나톨 프랑스의 정부이자 극작가 가스통 아르망 드 카이야베의 어머니인 아르망 드 카이야베 부인(베르뒤랭 부인의 모델 중 한 명)의 저택에도 드나들었다.
말년 그레퓔 백작부인은 주치의이던 크라프트 의사의 조언에 따라 스위스로 떠났다. 의사는 그녀에게 "당신의 건강에 많은 도움이 될 것들을 스위스에서 찾을 수 있을 것이오"라고 말했다. 허나 운명은 이와 다르게 정해졌으니, 1952년 8월 21일, 92세의 나이로 제네바의 레망호 호숫가에서 그녀는 사망하였다.

## 그레퓔 백작부인과 예술

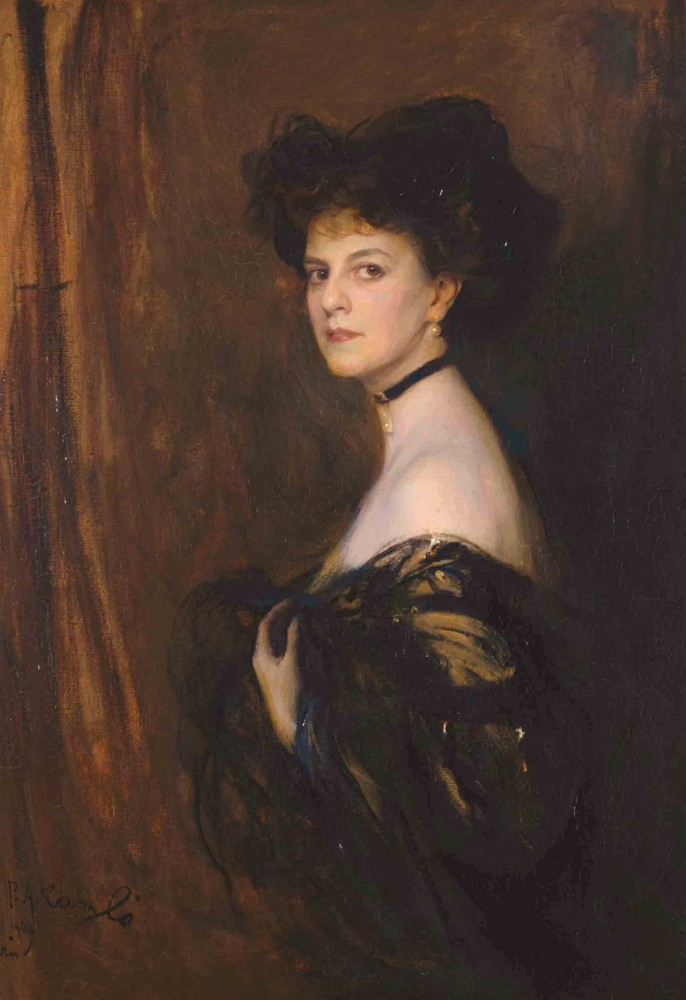
그레퓔 백작부인
필리프 알렉시스 드 라즐로 작 (1905).

### 회화
그레퓔 부인은 수많은 초상화와 사진으로 영원히 이름이 남게 되었으며, 여러 회상록 작가들이 그녀를 언급하였다. 그녀는 데생 강의를 들으며, 폴 나다르에게서 사진을 배웠다. 사촌 로베르 드 몽테스키우를 통해 그레퓔 부인은 화가 귀스타브 모로, 앙토니오 드 라 강다라와 만났다. 그녀는 모로의 그림 여러 점을 소장했으며, <잃어버린 시간을 찾아서>의 등장인물, 베르뒤랭 부인의 모델 중 한 명이던 르메르 부인의 모임에서 만난 강다라를 찬미했다.
그녀 역시 재능있는 화가였는데, 신상을 밝히지 않고자 필명을 사용했다. 그녀의 자화상과 뮈니에 신부의 초상화는 파리 카르나발레 미술관에서 볼 수 있다.
1910년 그레퓔 부인이 자신의 저택에서 영국 왕 에드워드 7세와 왕비 알렉산드라와 그 유명한 만찬을 열었을 때, 브르퇴유 후작과 화가 에두아르 데타유만이 그곳에 초대받았다. 에드워드 7세는 에두아르 데타유를 두고 실력있는 화가라고 평했다. 백작부인 본인에 따르면 그녀 자신은 아카데미풍의 전쟁 풍경화보다 섬세한 회화를 선호했다.

### 문학

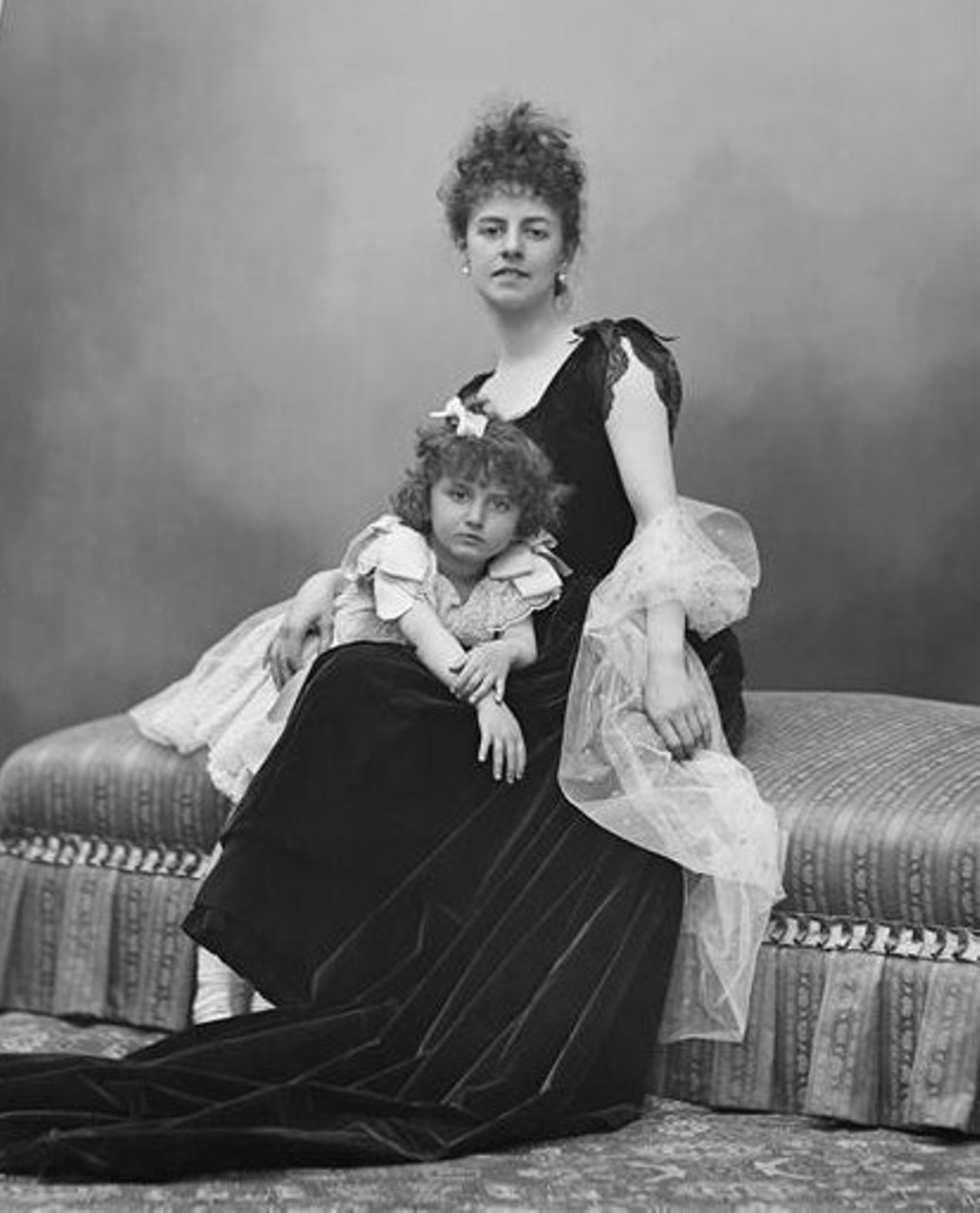
백작부인과 딸 엘렌 그레퓔, 폴 나다르 촬영 (파리, 1886년 8월 16일), 프랑스 국립 미술관 소장품.

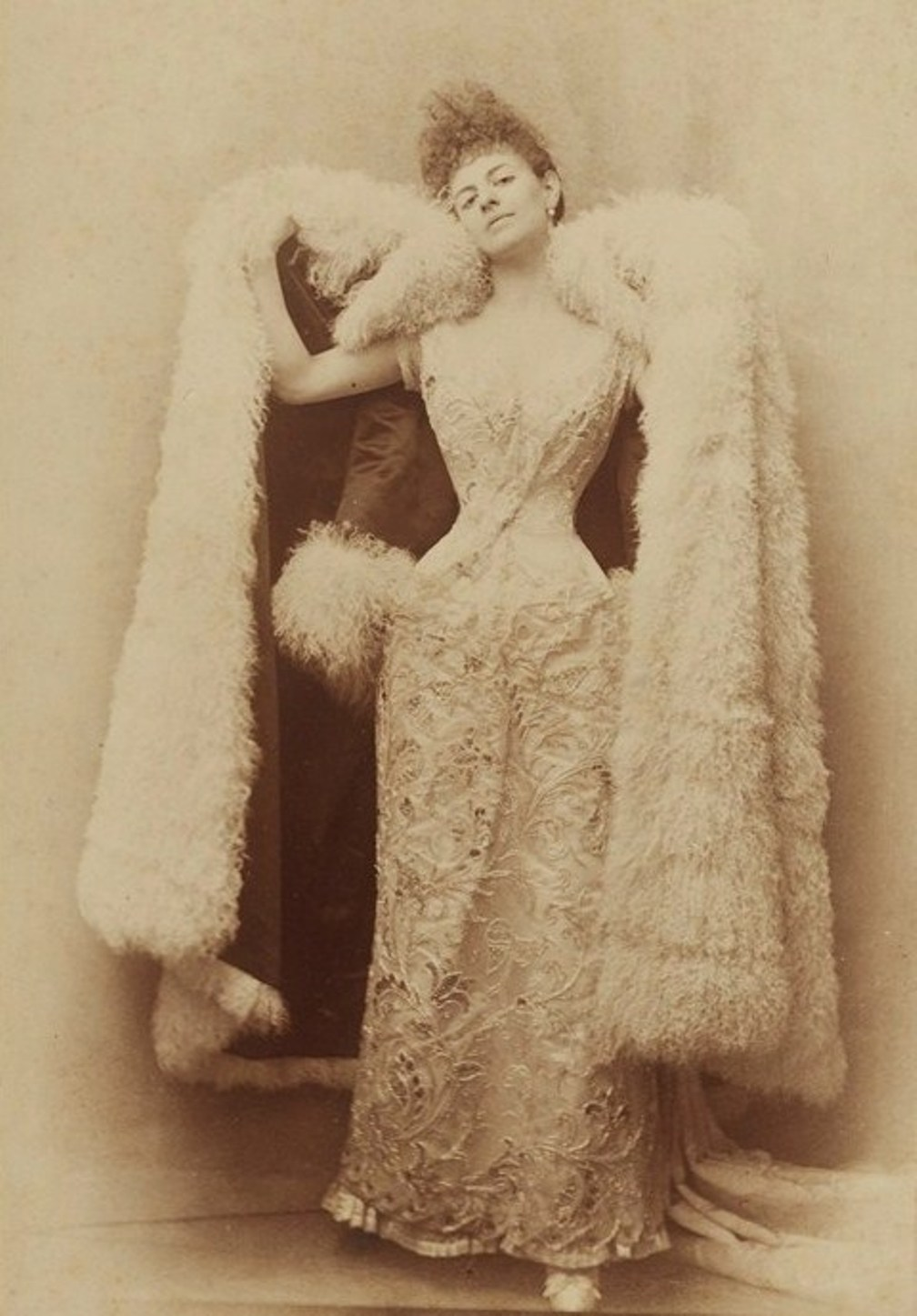
무도회에서 큰 만찬 망토 속에 드레스를 입은 백작부인, 오토 베겐너 촬영 (파리, 1887년), 파리시 유행 미술관 소장품.

몽테스키우 백작덕에 그레퓔 부인은 에드몽 드 공쿠르, 호세마리아 데 에레디아, 스테판 말라르메, 쥐디트 고티에와 교우를 맺었다. 그녀는 아나톨 프랑스같은 파리 문학계 인물들을 집에 초대하고, 뮈니에 신부와 친분을 쌓았다.
마르셀 프루스트는 1892년 6월 27일 바그람 공녀(혼전명 베르트 드 로트실트)네 저택 무도회에서 그레퓔 부인과 만났다. 프루스트는 얼마 안있어 그녀에 빠져들었고, 그녀를 게르망트 부인의 주 모델로 만들었다. 프루스트는 들라포스 기념회가 열린 로베르 드 몽테스키우의 저택에서 그녀와 정식으로 만났다. 당시 그레퓔 부인은 34세였으며, 미모의 정점을 찍었다. 이후 부인은 프루스트를 자신의 살롱에 받아들였으나 이는 로베르 드 몽테스키우의 청이었는데, 그녀는 처음에 프루스트를 좋게 보지 않았었다.

## 참고 문헌
- Hillerin, Laure (2014). 《La comtesse Greffulhe》. Éditions Flammarion. ISBN 978-2-08129-054-9.
- Perot, Jacques (2012). 《La Comtesse Greffulhe et Gabriel Hanotaux》. Éditions de l'Association Française pour la Protection des Archives Privées (AFPAP).
- Mension-Rigau, Éric (2011). 《L'ami du prince》. Éditions Fayard. ISBN 978-2-21363-141-7.
- d'Angelo, Mario (2010). 《La musique à la Belle Époque》. Éditions du Musée d'Art Gustave Fayet à Fontfroide (MAGFF). ISBN 2-909941-07-8.
- Tadié, Jean-Yves (1996). 《Marcel Proust》. Éditions Gallimard. ISBN 978-2-07073-240-1.
- de Cossé-Brissac, Anne (1991). 《La comtesse Greffulhe》. Éditions Perrin. ISBN 978-2-26200-820-8.
- Baris, Bernard (1990). 《Docteur É. Branly》. Éditions de l'Atelier Claudine B. ISBN 978-2-90746-006-4.
- Mugnier (abbé), Arthur (1985). 《Journal de l'abbé Mugnier》. Éditions Mercure de France. ISBN 978-2-71521-352-4.
- Delage, Jean (1981). 《Ma vie à cœur ouvert》. Éditions Pneumathèque. ISBN 978-2-85847-027-3. 
  - Jean Delage, chroniqueur à L'Écho de Paris, évoque la comtesse Greffulhe à travers ses souvenirs.
- Duncan Painter, George (1966-1968). 《Marcel Proust 1871-1922》. 1 et 2. Éditions Mercure de France.
- Clarac, Pierre (1965). 《Album Proust》. Éditions Gallimard. ISBN 978-2-07100-103-2.
- Terrat-Branly, Jeanne (1941). 《Mon père》. Éditions Corréa.
- baron de Rasse, A. (1890). 《La noblesse belge》. Imprimerie Veuve Monnom.

## 같이 보기
- 앙리 그레퓔
- 마르셀 프루스트
- 엘렌 그레퓔
- 엘렌 스탕디슈
- 로르 드 셰비녜
- 도로테 드 탈레랑페리고
- 주느비에브 알레비

### 내용주
1. ↑  조지 페인터에 따르면, 당대 상류 사회는 그레퓔이라는 이름을 "그레푀유(Greffeuille)"로 발음했다고 한다. op. cité, p. 202. 허나 그레푀유라는 발음은, 이 가문과 면식이 있으면서 항상 "그레퓔(Greffulhe)"로 발음하던 동시대 인물들과 그녀의 후손의 증언에 근거한다면, 정말로 당시에 그렇게 발음되었다고는 증명되지 않았다. 더욱이, 사촌 로베르 드 몽테스키우는 그레퓔 부인을 묘사할 때 "그레퓔(Greffulhe)"을 "튈(tulle, 망사)"과 압운을 맞췄다. "앙리 그레퓔 백작부인(La comtesse Henry Greffulhe) // 망사 속 검은 두 눈길(Deux regards noirs dans du tulle)."
2. ↑  여성은 "여백작(comtesse)" 작위를 가졌고, 남성은 "공(prince)" 작위를 가졌다. 1890년 저서 <벨기에의 귀족>에서, 라스(Rasse) 남작. 이에 관한 더 자세한 정보는 다음과 같음. "시메 공 작위는 장자 상속제였다. 모든 남성 후손들은 카라망 공 작위를 가졌다. 여성 후손들은 카라망 여백작 작위를 가졌다."
3. ↑  또한 1887년 여름, 그레퓔 부인은 가브리엘 포레, 로베르 드 몽테스키우, 사강 공, 에드몽 드 폴리냑 공, 자크 에밀 블랑슈 등을 초대했다.
4. ↑  Deux portraits photographiques de la comtesse Greffulhe, « admirablement vêtue de mousseline 1900 », par Otto Wegener (1849-1924) sont acquis par le Palais Galliera, musée de la Mode de la ville de Paris, en vente publique à l'Hôtel Drouot le 8 novembre 2018, pour respectivement 6,400 euros et 6,144 euros.
5. ↑  인용 틀이 비었음 (도움말). Lettre de Marcel Proust à Robert de Montesquiou du 28 juin 1892, dans la Correspondance de Marcel Proust, annotée par Philip Kolb.
6. ↑  인용 틀이 비었음 (도움말). Album Proust, op. cit., p. 123-124.

### 참조주
1. ↑  출생증명서 893호 (22/31 참고) 보관됨 2016-04-25 - 웨이백 머신, registre des naissances du [[7e arrondissement de Paris|틀:7e]] sur le site des Archives numérisées de la Ville de Paris.
2. ↑  문서 ([{{fullurl:{{{1}}}|action=edit}} 편집] | [[토론:{{{1}}}|토론]] | [{{fullurl:{{{1}}}|action=history}} 역사] | [{{fullurl:{{{1}}}|action=protect}} 보호] | [{{fullurl:{{{1}}}|action=delete}} 삭제] | [{{fullurl:Special:Whatlinkshere/{{{1}}}|limit=999}} 링크] | [{{fullurl:{{{1}}}|action=watch}} 주시] | 기록 | 조회수)
3. ↑  라스 남작 (1890). 《벨기에의 귀족》. 브뤼셀: 앵프리므리 뵈브 몽농.
4. ↑  . ISBN 978-2-26200-820-8. |제목=이(가) 없거나 비었음 (도움말).
5. ↑  보관됨 2016-04-25 - 웨이백 머신 보관됨 2016-04-25 - 웨이백 머신 보관됨 2016-04-25 - 웨이백 머신 보관됨 2016-04-25 - 웨이백 머신 보관됨 2016-04-25 - 웨이백 머신 보관됨 2016-04-25 - 웨이백 머신 보관됨 2016-04-25 - 웨이백 머신 보관됨 2016-04-25 - 웨이백 머신 보관됨 2016-04-25 - 웨이백 머신 보관됨 2016-04-25 - 웨이백 머신 Acte de mariage # (vue 6/31) 보관됨 2016-04-25 - 웨이백 머신, registre des mariages du [[6e arrondissement de Paris|틀:6e]] sur le site des Archives numérisées de la Ville de Paris.
6. ↑  보관됨 2016-04-25 - 웨이백 머신 보관됨 2016-04-25 - 웨이백 머신 보관됨 2016-04-25 - 웨이백 머신 보관됨 2016-04-25 - 웨이백 머신 보관됨 2016-04-25 - 웨이백 머신 보관됨 2016-04-25 - 웨이백 머신 보관됨 2016-04-25 - 웨이백 머신 보관됨 2016-04-25 - 웨이백 머신 보관됨 2016-04-25 - 웨이백 머신 보관됨 2016-04-25 - 웨이백 머신 Acte de naissance # (vue 16/31) 보관됨 2016-04-25 - 웨이백 머신, registre des naissances du [[8e arrondissement de Paris|틀:8e]] sur le site des Archives numérisées de la Ville de Paris. Elle mourut le 11 février 1958 dans le 16×10{{{1}}}.
7. ↑  Le mariage religieux est célébré le lundi 14 novembre 1904, à l'église de la Madeleine.
8. ↑  문서 ([{{fullurl:{{{1}}}|action=edit}} 편집] | [[토론:{{{1}}}|토론]] | [{{fullurl:{{{1}}}|action=history}} 역사] | [{{fullurl:{{{1}}}|action=protect}} 보호] | [{{fullurl:{{{1}}}|action=delete}} 삭제] | [{{fullurl:Special:Whatlinkshere/{{{1}}}|limit=999}} 링크] | [{{fullurl:{{{1}}}|action=watch}} 주시] | 기록 | 조회수).
9. ↑  . ISBN 978-2-08129-054-9. |제목=이(가) 없거나 비었음 (도움말)
10. ↑  . ISBN 978-2-71521-352-4. |제목=이(가) 없거나 비었음 (도움말).
11. ↑  D. 페인터, 조지 (1966-1968). 《마르셀 프루스트 1871-1922》. 1 et 2. 파리: 메르퀴르 드 프랑스 출판사. .
12. ↑  . ISBN 978-2-08129-054-9. |제목=이(가) 없거나 비었음 (도움말).